# Strada statale 544 di Trinitapoli
La ex strada statale 544 di Trinitapoli (SS 544), ora strada provinciale 75 di Trinitapoli (SP 75) in Provincia di Foggia, e strada provinciale 6 di Trinitapoli (SP 6) in Provincia di Barletta-Andria-Trani, è una strada provinciale italiana che collega Foggia col litorale pugliese nei pressi di Barletta.

## Percorso
La strada ha inizio nel centro abitato di Foggia (Viale Fortore), dal quale esce in direzione sud-est. Dopo aver incrociato la strada statale 673 Tangenziale di Foggia, supera l'A14 Bologna-Taranto e il fiume Cervaro, raggiungendo la località di Borgo Mezzanone.
L'arteria prosegue nella medesima direzione, in successione supera il fiume Carapelle ed incrocia la ex strada statale 545 Rivolese e numerosi borghi rurali.
Entra quindi nel territorio della neo-istituita Provincia di Barletta-Andria-Trani, attraversa il centro abitato di Trinitapoli e finisce per innestarsi sulla NSA 113, il vecchio tracciato della strada statale 16 Adriatica prima della costruzione dell'asse attrezzato tra Barletta e Bari.
In seguito al decreto legislativo n. 112 del 1998, dal 2001 la gestione è passata dall'ANAS alla Regione Puglia, che ha provveduto al trasferimento dell'infrastruttura al demanio della Provincia di Foggia. Dal 1º gennaio 2010, a seguito dell'istituzione della Provincia di Barletta-Andria-Trani, è stato trasferito al demanio di quest'ultima il tratto competente.